# Limmathaus

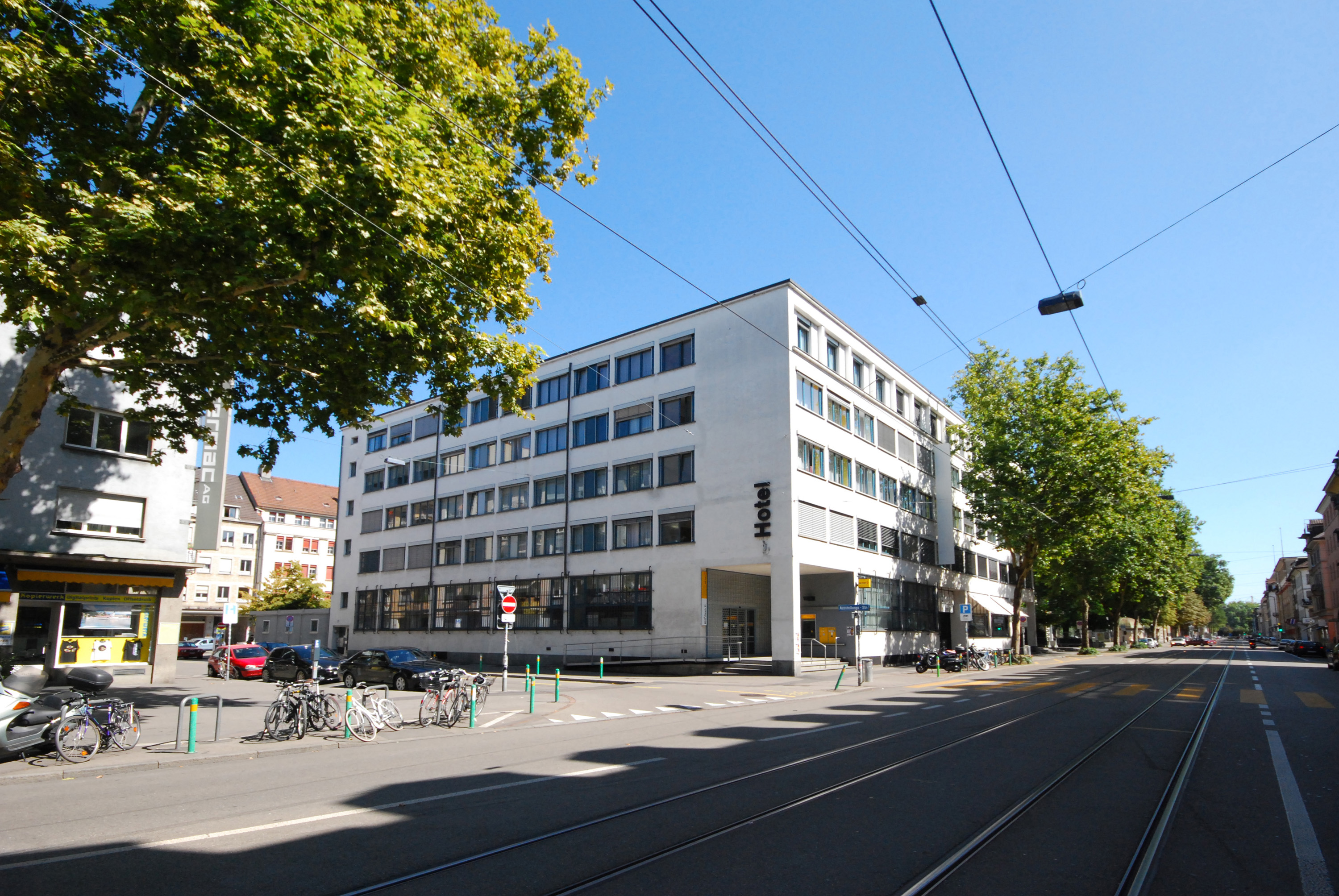
Sicht vom Limmatplatz

Das Limmathaus ist ein denkmalgeschütztes Haus am Limmatplatz im Kreis 5 in Zürich, welches nach den Plänen des Architekten Karl Egender gebaut wurde. Es ist mit der in der Nähe liegenden Kunstgewerbeschule ein Zeugnis des «Neuen Bauens» aus den 1930er-Jahren.

## Geschichte
Das Limmathaus wurde am 1. November 1931 nach 16 Monaten Bauzeit eingeweiht. Initiantin und Bauherrin war die am 26. April 1926 gegründete «Volksgenossenschaft Zürich 5», welche bis Ende 2012 als «Genossenschaft Limmathaus Zürich» Eigentümerin des Gebäudes war. Auf den 1. Januar 2013 ging die Liegenschaft in den Besitz der neu gegründeten «Stiftung Limmathaus Zürich», deren Zweck die Erhaltung und Pflege des Gebäudes ist, über. Das Limmathaus ist durch einen der «reformierten Kirchgemeinde Industrie» gehörenden Seitentrakt mit der reformierten Johanneskirche aus dem Jahr 1898 verbunden.

## Nutzung
Laut den damals gültigen Statuten soll das Haus als Ort der Begegnung und des kulturellen und soziokulturellen Austausches dienen. Auf Grund betriebswirtschaftlicher Notwendigkeit wird heute das Haus jedoch rein kommerziell vermietet, wobei die «Stiftung Limmathaus» die Zweckbindung in abgeschwächter Form übernommen hat.
Ziel der Genossenschaft war ein Haus für das politische und gesellschaftliche Leben der Arbeiterschaft, aber auch für deren Alltag. Zudem sollte der Betrieb Gewinn abwerfen, um die Finanzierung sicherzustellen. Deshalb gab es neben den verschiedenen Sälen bereits bei der Eröffnung eine Gastwirtschaft und ein «Postbureau» (Postfiliale). Zusätzlich wurde eine Badeanlage mit «Wannenbädern und Brausen» betrieben, da in den 1930er-Jahren viele Mietwohnungen noch kein Badezimmer hatten. Als Vorgänger zum heutigen Hotel wurde ein Logierhaus mit Zimmern für alleinstehende Arbeiter und Angestellte geführt. Die Postfiliale ist geblieben, aber anstelle der Badeanlagen gibt es privat genutzte Trainingsräume im Untergeschoss. Daneben hat es heute noch drei Wohnungen und kleinere Büroräumlichkeiten.
Die X-TRA Production AG ist heute Hauptmieter und betreibt das Hotel, das Restaurant und nutzt die verschiedenen Säle als Eventlocation.

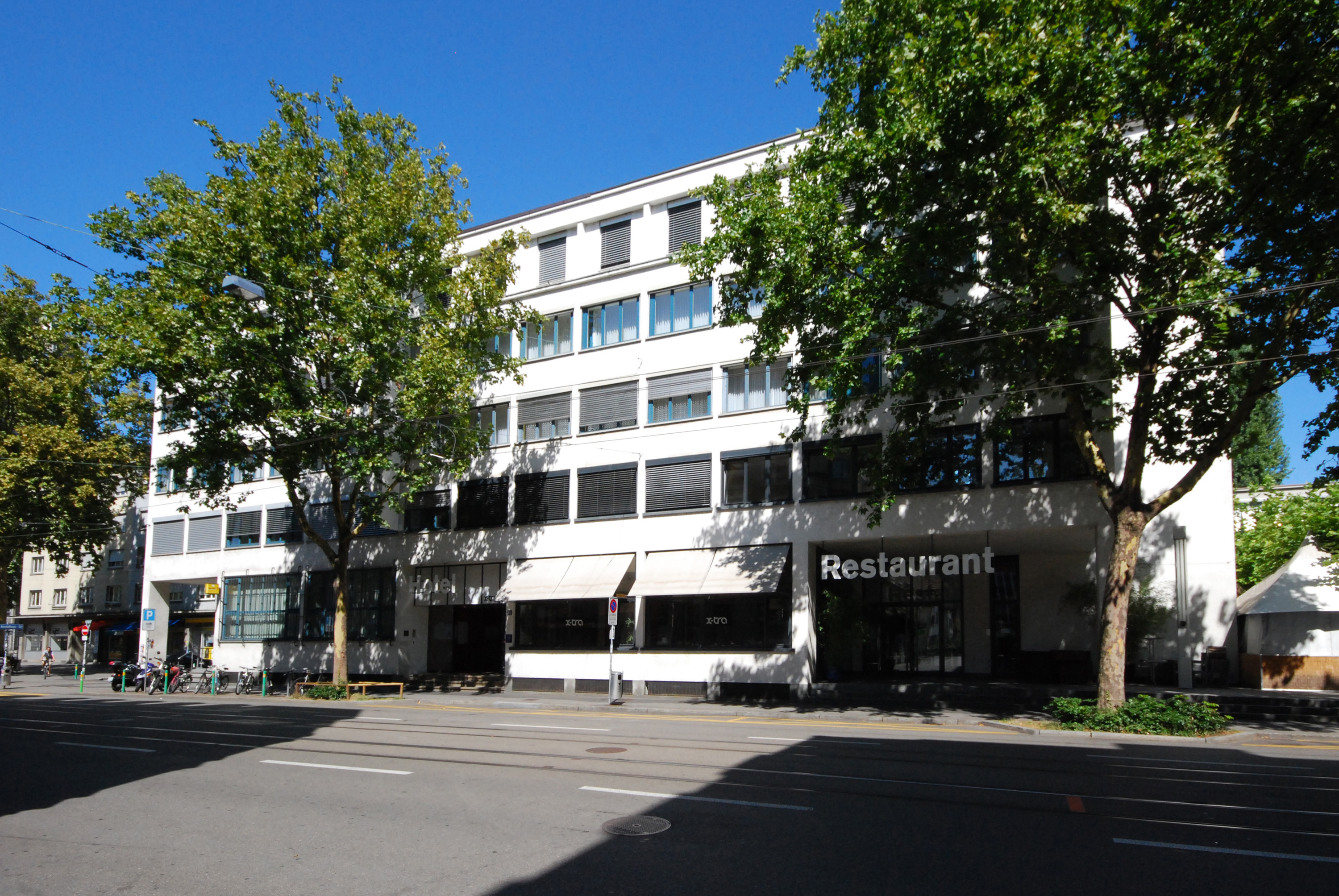
Vorderseite Hotel & Restaurant
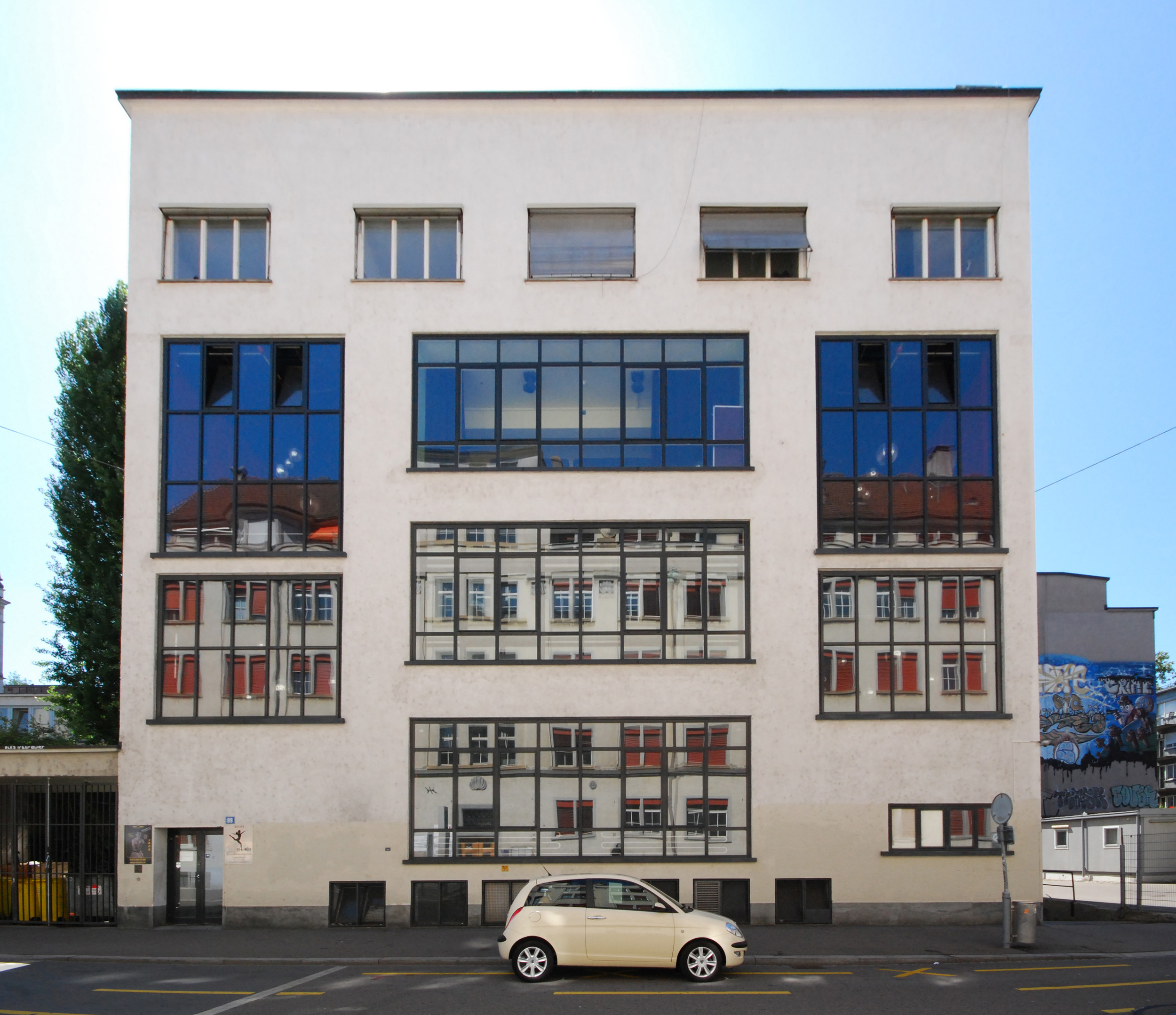
Rückseite Saaltrakt
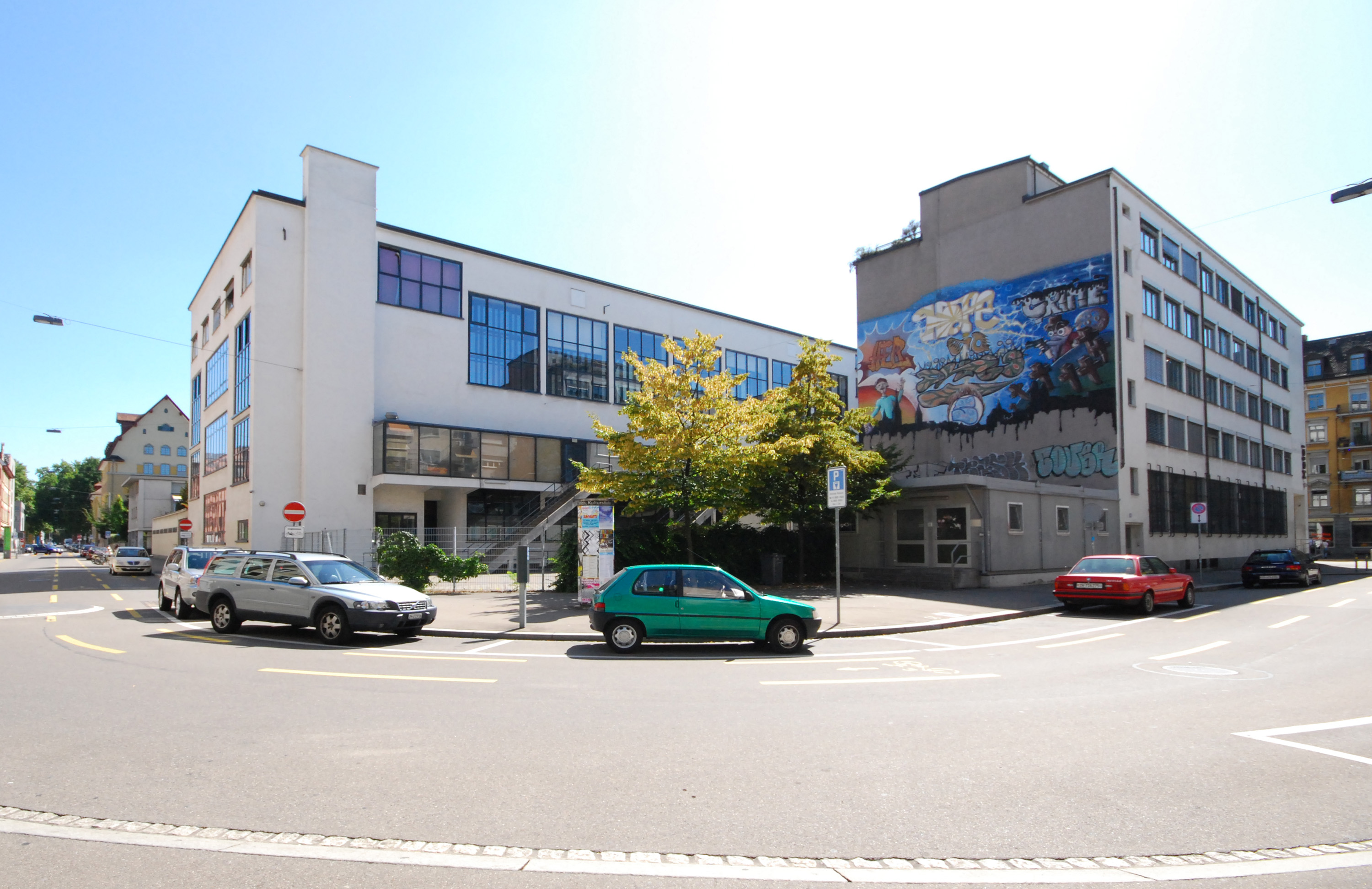
Kurve Ausstellungsstrasse